# Чусовой
Чусово́й — город в России, на востоке Пермского края. Является городом краевого значения, а также административным центром Чусовского муниципального округа 

## Этимология
Название от гидронима реки Чусовой.

## География
Город расположен на западном склоне Среднего Урала, в 140 км от краевого центра — города Перми, в месте слияния рек Усьвы и Вильвы в реку Чусовую. Город находится в широкой долине, окружённой увалами, которые из-за достаточно глубоко врезанной долины имеют довольно крутые склоны. Площадь города — 58,0 км².

## История
Начало истории Чусового можно отнести к XVI веку. В 1558 году царь Иван Грозный пожаловал Григорию Аникеевичу Строганову в пользование земли по обе стороны Камы до реки Чусовой. В 1568 году царь пожаловал другому сыну Аникея Строганова, Якову, земли по реке Чусовой и вниз по Каме до её устья. В 1568 году выше устья реки Чусовой на левом берегу был основан Чусовской городок, получивший впоследствии название Нижнечусовские городки. Поселение из-за постоянно существовавшей угрозы вооружённых нападений со стороны сибирских татар и воинственных туземных племён имело вид деревянной крепости, обнесённой высокими стенами. Городок был расположен на «высокой пойменной гравийной косе», с трёх сторон окружённой водами реки Чусовой. «Подход по суше перекрывал ров, наполненный водой, через который был переброшен деревянный мост». Этот городок стал центром строгановских владений в их южной части.
После смерти Якова и Григория Строгановых их владения отошли в собственность брата, Семёна Строганова, и сына Якова — Максима Строганова. В XVI веке они увеличили свою вотчину, в результате чего появились Верхнечусовские городки. В 1624 году к Нижнечусовским городкам было приписано два села: Камасино и Никольское. Именно Камасино было первым поселением на территории нынешнего города Чусового.
Датой основания города считается 1878 год. Возникновение Чусового как станции Чусовская связано с завершением строительства Горнозаводской железной дороги в 1878 году и основанием металлургического завода в 1879 году французскими предпринимателями.
В 1879 году франко-русскими акционерами Шарлем Барруеном и князем Сергеем Голицыным было образовано Франко-Русское Уральское общество стальных и железоделательных заводов с основным капиталом в 8 млн франков. В него входил Чусовской металлургический завод, ныне являющийся градообразующим предприятием. Первая доменная печь была построена в 1894 году. С появлением завода началось бесплановое строительство заводского посёлка, которое раскинулось за пределы железнодорожной линии, (в речи местных жителей это место получило название «Дальний Восток», который стоит и по сей день. 20 июня 1933 года посёлок городского типа Чусовой получил статус города. В 1934 году началось масштабное строительство, вследствие чего появились баня, прачечная, кинотеатр, 8-квартирные дома на Дальнем Востоке и так далее. В 1956 году было принято решение о расширении Чусовского завода. В 1964 году с появлением автомобильного моста началось строительство на левом берегу реки Чусовой. Это было связано с ростом завода и отсутствием возможности застройки территории старого города, который был ограничен с одной стороны горами, а с другой — рекой.
С постройкой в 1964 году автодорожного моста через реку Чусовую в городе развернулось интенсивное жилищное строительство на левом берегу реки. В результате город значительно расширил свои границы. На левом берегу реки Чусовой, в Новом городе, застроены микрорайоны А и Б, ведётся строительство микрорайона В.
С 2004 по 2019 годы город был административным центром Чусовского муниципального района и Чусовского городского поселения в его составе. Распоряжением Правительства РФ от 29 июля 2014 года № 1398-р «Об утверждении перечня моногородов» Чусовское городское поселение включено в категорию «Монопрофильные муниципальные образования Российской Федерации (моногорода) с наиболее сложным социально-экономическим положением».

## Социальная сфера и культура
Учреждения культуры представлены дворцом культуры металлургов, двумя кинотеатрами, домом культуры железнодорожников, пятью библиотеками, музыкальной школой. В Новом городе расположен городской парк. Имеется станция юных техников. В спорткомплексе «Огонёк» расположен Чусовской этнографический парк — экспозиция, посвящённая сельской жизни конца XIX века. На базе спорткомплекса «Огонёк» работает спортивная школа олимпийского резерва (санный спорт, фристайл, натурбан, горные лыжи).
Введены в эксплуатацию профилакторий металлургического завода, поликлиника на 200 посещений в смену, больница на 150 коек. В то же время ощущается значительная нехватка врачей и среднего медперсонала.

## Население
| 1897    | 1926    | 1931    | 1939    | 1959    | 1962    | 1963    | 1967    | 1970    | 1973    | 1976    | 1979    |
| ------- | ------- | ------- | ------- | ------- | ------- | ------- | ------- | ------- | ------- | ------- | ------- |
| 1000    | ↗18 000 | ↗32 040 | ↗43 000 | ↗60 658 | ↗63 000 | ↗64 200 | ↘63 000 | ↘58 202 | ↘57 000 | →57 000 | ↘56 447 |
| 1982    | 1986    | 1987    | 1989    | 1992    | 1996    | 1998    | 2000    | 2001    | 2002    | 2003    | 2005    |
| ↗57 000 | ↗59 000 | →59 000 | ↘57 874 | ↗58 000 | ↘56 400 | ↘55 900 | ↘55 200 | →55 200 | ↘51 615 | ↘51 600 | ↘50 500 |
| 2006    | 2007    | 2008    | 2009    | 2010    | 2011    | 2012    | 2013    | 2014    | 2015    | 2016    | 2017    |
| ↘50 100 | ↘49 700 | ↘49 300 | ↘48 928 | ↘46 735 | ↘46 700 | ↘46 341 | ↘46 037 | ↘45 878 | ↘45 719 | ↘45 546 | ↘45 291 |
| 2018    | 2019    | 2020    | 2021    | 2023    |         |         |         |         |         |         |         |
| ↘44 779 | ↘44 185 | ↘43 737 | ↗45 471 | ↘44 780 |         |         |         |         |         |         |         |

На 1 января 2025 года по численности населения город находился на 344-м месте из 1124 городов Российской Федерации.
Население города сокращается на протяжении последних пятидесяти лет. В 1940-х годах значительную часть населения Чусового и окрестностей составляли заключённые Понышского исправительно-трудового лагеря.

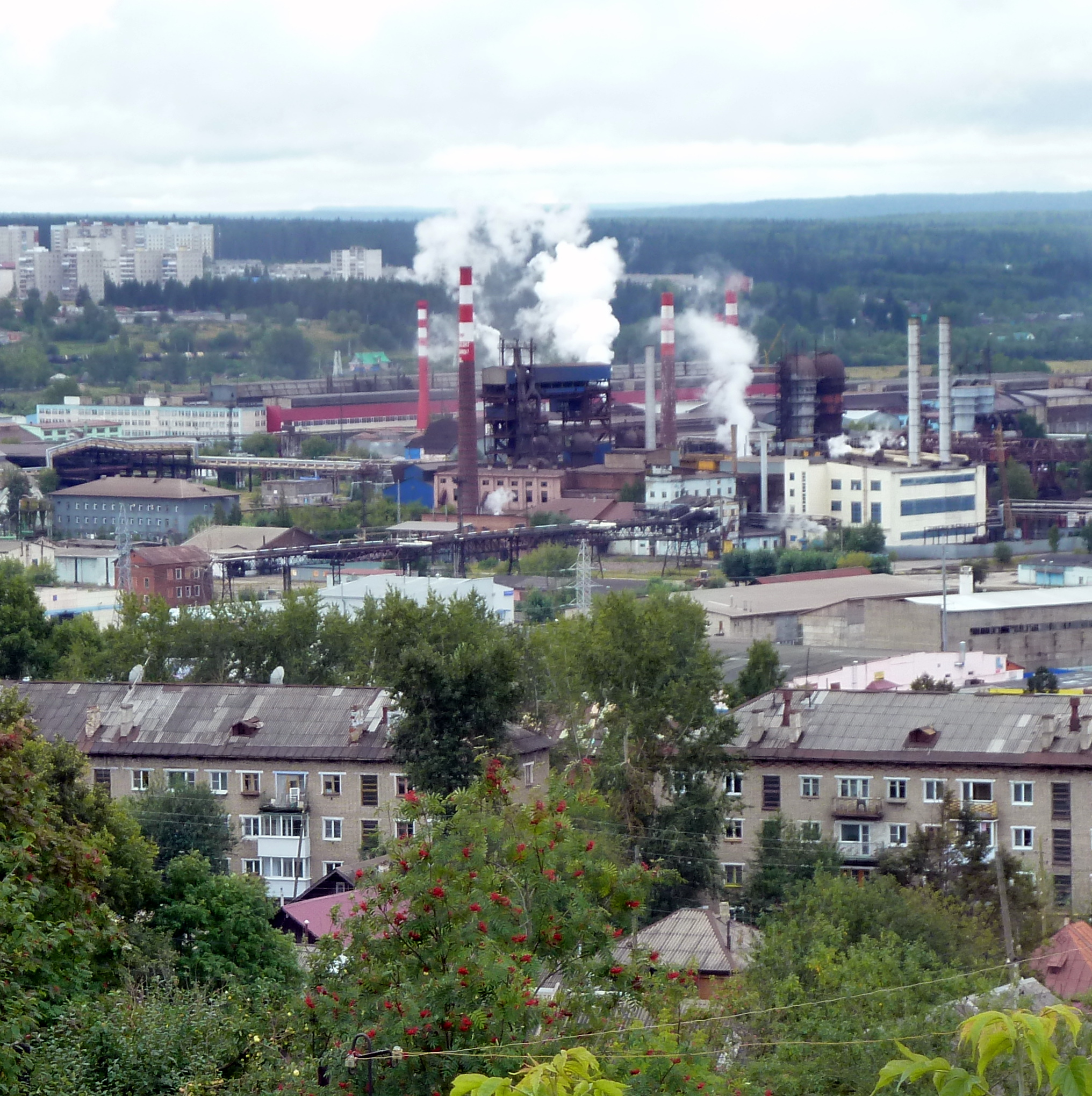
Чусовской металлургический завод

## Экономика
Ведущая отрасль промышленности города — чёрная металлургия, представленная Чусовским металлургическим заводом. Также имеются предприятия машиностроения и металлообработки, производства стройматериалов, а также предприятия по переработке сельскохозяйственной продукции.
Машиностроение и металлообработка представлены в городе ремонтно-механическим заводом. Имеются лесоперерабатывающие мощности, мебельная фабрика, сервисные предприятия по обслуживанию потребностей металлургической промышленности: «Уралдомнаремонт», «Металлургсервис». Из предприятий пищевой промышленности в городе действовали молокозавод, хлебокомбинат. В настоящее время эти предприятия не работают, на территории хлебокомбината находятся торговые площади.

## Транспорт
Чусовой — крупный транспортный узел. Железнодорожная станция Чусовская находится на стыке железной дороги Пермь — Нижний Тагил и железнодорожной ветки, идущей в Соликамск. Это центр бывшего Чусовского отделения Свердловской железной дороги, в 1997 году включённого в состав Пермского отделения.
2 августа 2021 года открыто новое крыло вокзала железнодорожной станции Чусовская. Новое двухэтажное крыло вокзала построено с учётом современных требований комфорта и безопасности. В нём расположены зал ожидания, комнаты отдыха гостиничного типа, комната матери и ребёнка, а также зал повышенной комфортности. На вокзале пассажирам доступны такие сервисы, как информационно-развлекательный портал, беспроводной доступ в интернет, бесконтактные технологии в санитарных комнатах и залах ожидания. Стены нового вокзала украшают картины известных художников Прикамья.
Особое внимание при реконструкции комплекса было уделено созданию комфортной среды для маломобильных граждан: здесь установлен специальный лифт, оборудованы новые пандусы и специальная санитарная комната.
На перроне смонтирован металлический навес, который защитит пассажиров от дождя или яркого солнца. Для комфортного и безопасного прохода к ближайшей автобусной остановке построен крытый надземный переход.
С 20 января 2022 года до города Чусового стали курсировать скоростные электропоезда «Ласточка» и «Финист» из краевой столицы. Электропоезда совершают по 8 рейсов в день.
Через город проходит автодорога краевого значения Кунгур — Соликамск, по которой осуществляется автомобильное сообщение восточных районов края с краевым центром. В 2000-х годах новой автомобильной трассой Чусовой через Полазну соединён с Пермью. Построена автодорога Чусовой — Нижний Тагил — Екатеринбург. В 2021 году завершено строительство автомобильной дороги в обход города.
В черте города имеется пять мостов: автомобильный и железнодорожный через реку Чусовую, автомобильный (часть дороги Чусовой — Полазна) и железнодорожный (техническая ветка Чусовского металлургического завода) через реку Усьву, а также железнодорожный мост через реку Вильву (железнодорожная ветка Чусовская — Соликамск).
Развито автобусное сообщение с Пермью, Нижним Тагилом, Екатеринбургом, Березниками, Соликамском и с городами-соседями: Лысьвой, Горнозаводском, Гремячинском, Губахой и др. С 1956 года открыто внутригородское автобусное сообщение — 19 маршрутов, обслуживаемых Чусовским автотранспортным предприятием.
Чусовая в пределах города пригодна для плавания вёсельных и моторных лодок.

## Средства массовой информации

### Телевещание
Цифровое эфирное телевещание первого мультиплекса РТРС-1 на 27 ДМВ-канале и второго мультиплекса РТРС-2 на 45 ДМВ-канале. Также ведётся аналоговое вещание телеканала ТНТ. Через кабельные сети вещает телеканал Союз-ТВ.

### Радиовещание
В Чусовом ведётся аналоговое вещание следующих радиостанций:
- 90,0 Маруся FM
- 90,9 Радио Болид
- 91,5 Радио России / Радио Пермского края
- 100,4 Юмор FM
- 100,9 Радио Соль FM
- 101,3 Радио Дача
- 103,4 NRJ
- 103,9 DFM
- 104,4 Русское радио
- 105,5 Новое радио
- 106,5 Радио 7 на семи холмах
- 106,9 Love Radio
- 107,5 Авторадио

### Пресса
В Чусовом издаётся общественно-политическая газета «Чусовской рабочий» (с 1936 года), общий тираж газеты — 2350 экз.
Администрацией округа издается печатное средство массовой информации «Официальный бюллетень органов местного самоуправления муниципального образования „Чусовской муниципальный район Пермского края“» тиражом не менее 50 экз. в неделю, в котором публикуются нормативно-правовые акты, официальные объявления, извещения, требующие обнародования.

## Спорт
На территории города Чусовой для занятий физкультурой и спортом имеется следующая инфраструктура:
- спортивные школы, в которых культивируется 19 видов спорта, в которых занимается более 2000 человек:
  - муниципальная спортивная школа по футболу «Олимп»;
  - муниципальная спортивная школа «Ермак»;
  - спортивная школа олимпийского резерва по зимним видам спорта «Огонёк» имени Л. Д. Постникова. Спортивная школа начала свою деятельность с 1954 года и развивает 4 вида спорта: фристайл, санный спорт, сноуборд, горные лыжи;

- спортивно-оздоровительный комплекс;
- спортивный комплекс «Энергия»;
- лыжная база «Металлург»;
- дом спорта «Металлург»;
- горнолыжный курорт «Такман».

31 чусовской спортсмен принимал участие в Олимпийских играх. С 1988 года призерами Зимних Олимпийских игр становились: Михаил Девятьяров, Сергей Шуплецов, Альберт Демченко, Татьяна Иванова, Александр Смышляев, Анастасия Смирнова, победителем юношеских Олимпийских игр является Артём Окулов.
Более 80 физкультурных и спортивных мероприятий проходит в Чусовом ежегодно — чемпионаты и первенства, спартакиады по санному спорту, фристайлу, горным лыжам, этап кубка России по лыжным гонкам, чемпионат и первенство России по теннису среди лиц с интеллектуальными нарушениями. Традиционный лыжный марафон и лыжероллерный полумарафон под единым названием «Настоящий мужик» собирают более 400 спортсменов и любителей лыжного спорта со всей России, традиционно проводится единственный в России фестиваль летнего фристайла «Смотрины на красной горке», более 300 участников приезжают принять участие в Кубке по рукопашному бою имени генерала-майора Г. Н. Зайцева.

## Экология
Основные источники загрязнения окружающей среды на территории округа — промышленные и сельскохозяйственные предприятия, которые оказывают воздействие на воздух, почву, водные объекты. С учетом устойчивого роста численности автомобильного транспорта на состояние окружающей среды влияют выбросы от двигателей автомобилей. Потенциальные источники загрязнения — нефтепроводы, проходящие в непосредственной близости от города.
Основной вклад в валовый выброс в атмосферу вносят следующие загрязняющие вещества – метан, углерода оксид, азота диоксид, также азота оксид, ксилол, сажа, взвешенные вещества (пыль неорганическая). На территории округа имеется один полигон для захоронения твердых коммунальных отходов и объекты длительного хранения отходов 4 промышленных предприятий: шламонакопители, хвостохранилища, терриконы, отвалы, золошлакоотвалы.
В целях сохранения окружающей среды вокруг города Чусового сформированы городские леса на площади 2202 га, вверх по реке Чусовой рядом с городом создан Чусовской участок природного парка «Пермский».

## Происшествия
4 декабря 2005 года произошло обрушение кровли бассейна «Дельфин», принадлежавшего Объединённой металлургической компании. В результате катастрофы погибло 14 человек (в том числе 10 детей), ранено 11 человек.
Взамен разрушенного бассейна был построен новый спортивно-оздоровительный комплекс, включающий в себя спортивный зал, бассейн, гостиницу. Новый комплекс принял первых посетителей в сентябре 2012 года.

## Памятники
В июне 2013 года в городе был открыт памятник атаману Ермаку. Главный арт-объект Чусового — это чугунная ротонда «Ворота во Францию».

## Чусовой в культуре
- Городу Чусовому посвящено стихотворение Евгения Евтушенко «Такой городок» (2002 год).

## Галерея

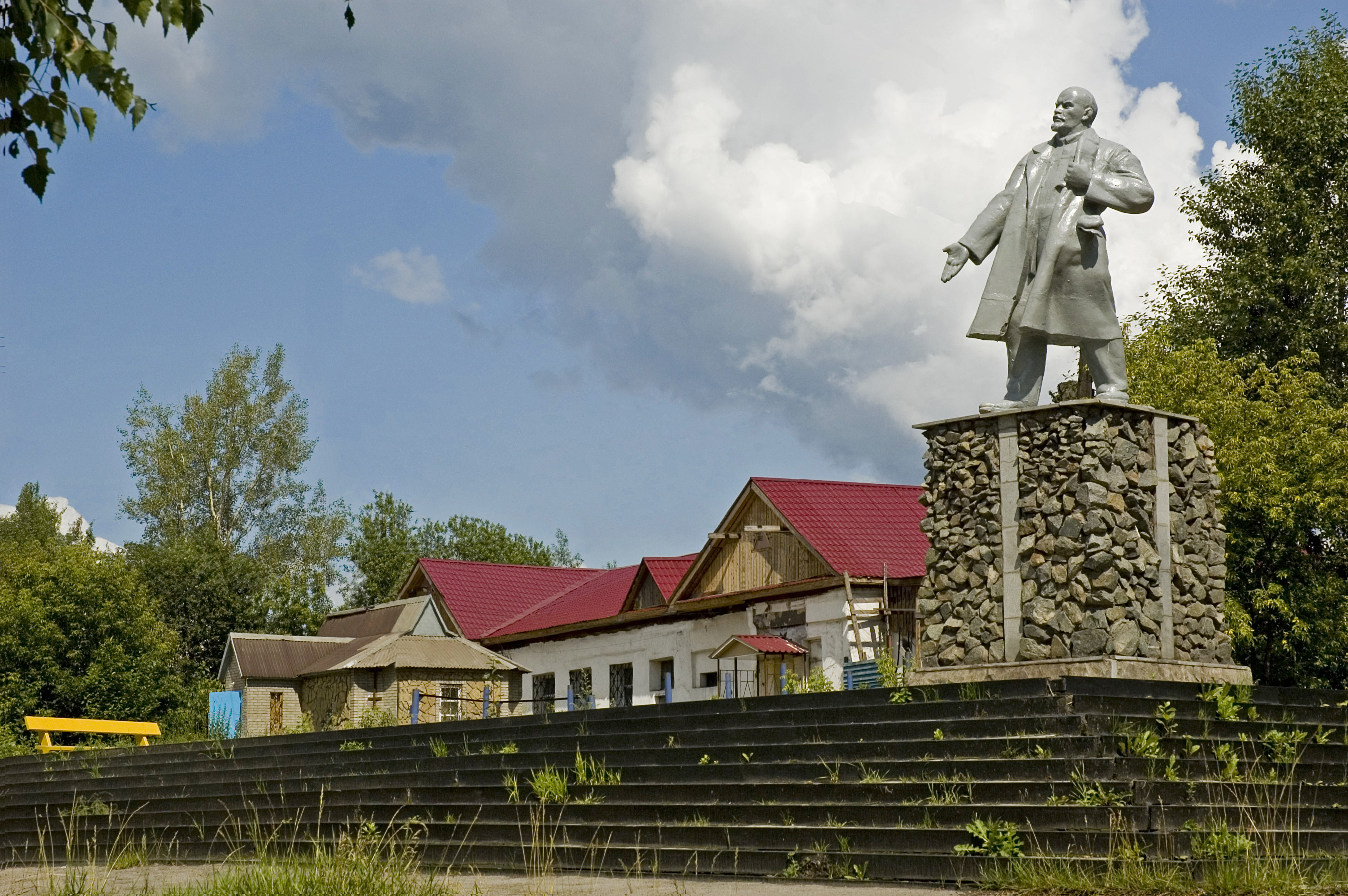
Памятник В. И. Ленину
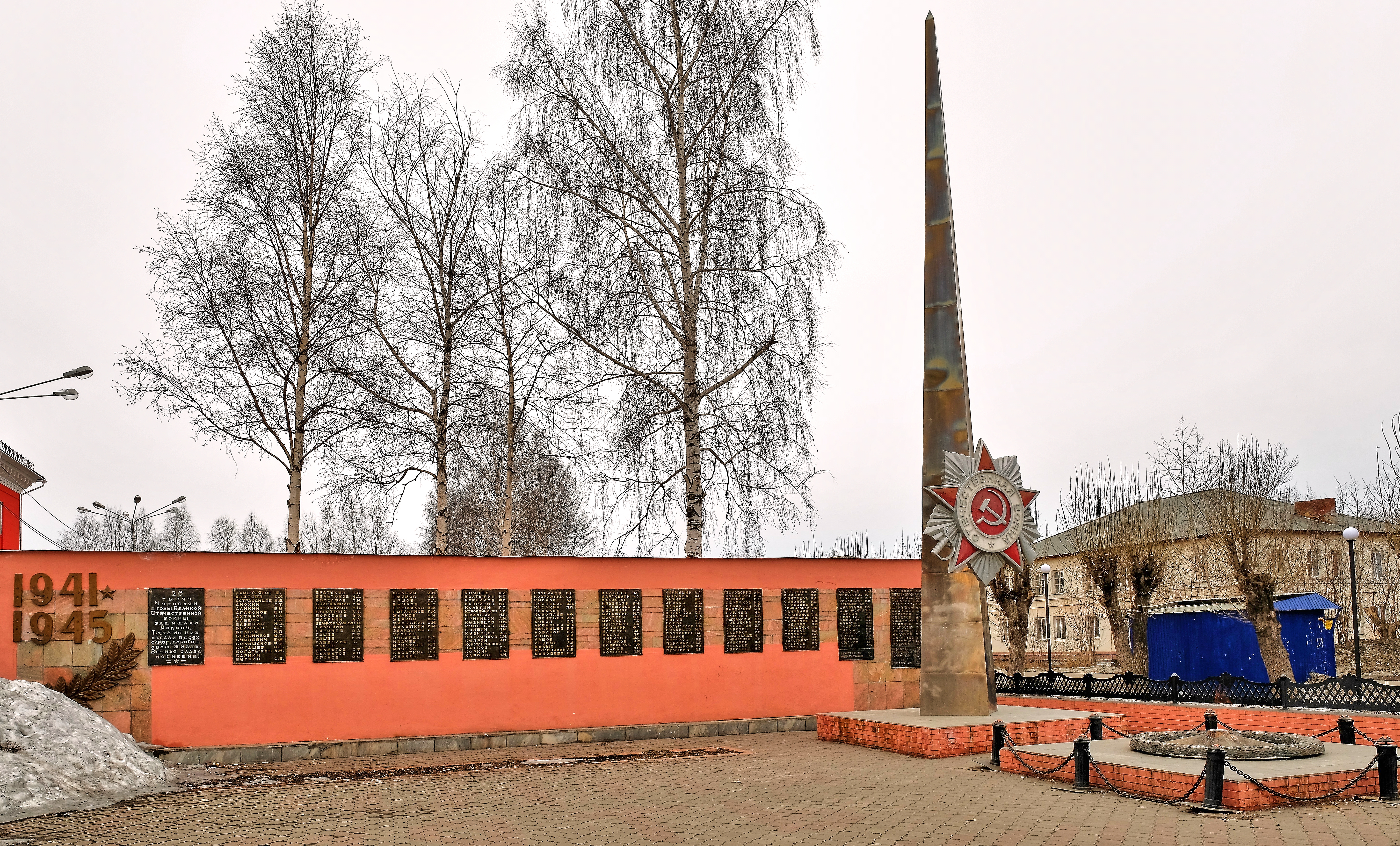
Мемориал заводчанам, погибшим в годы Великой Отечественной войны
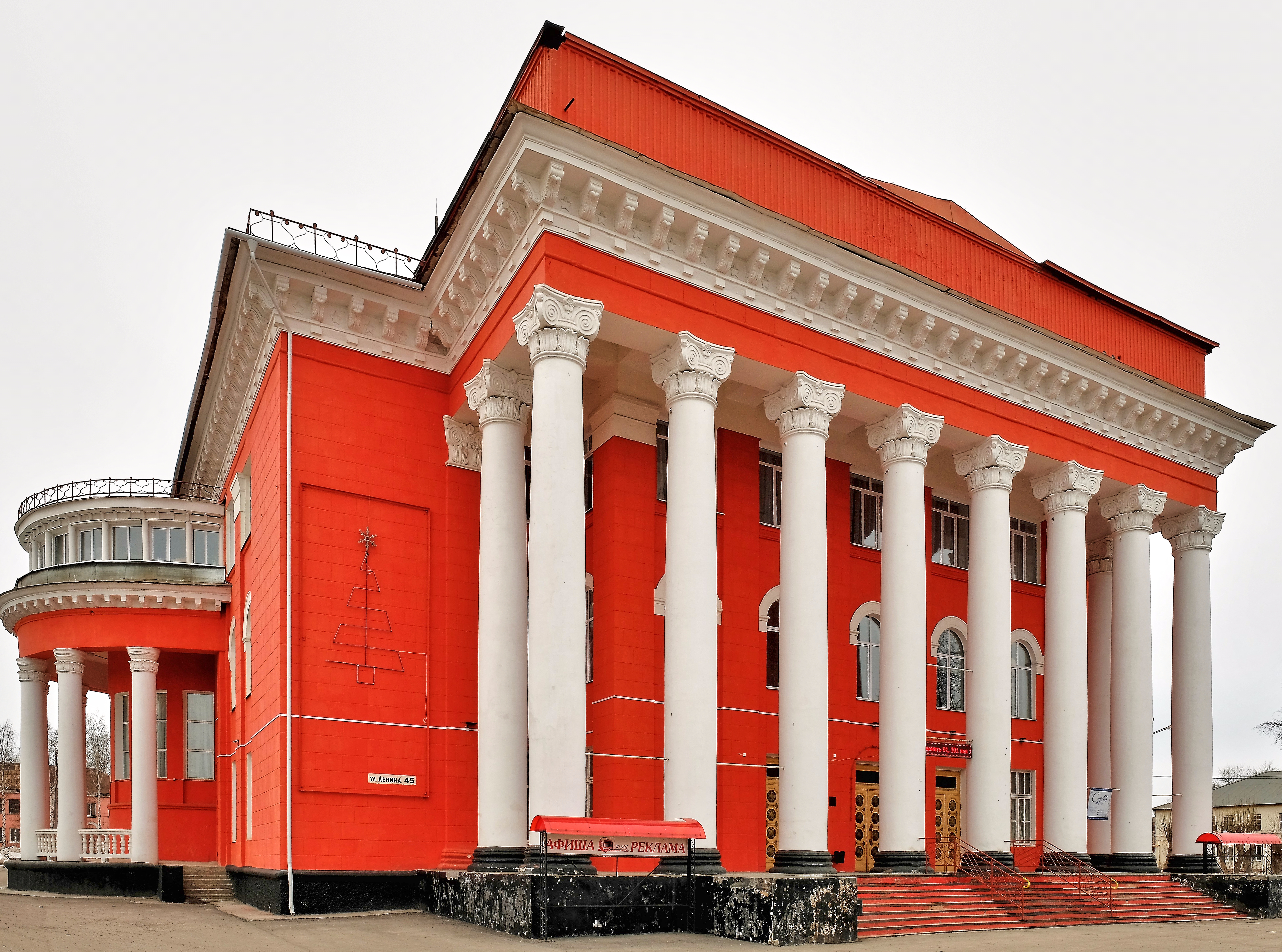
Культурный и деловой центр
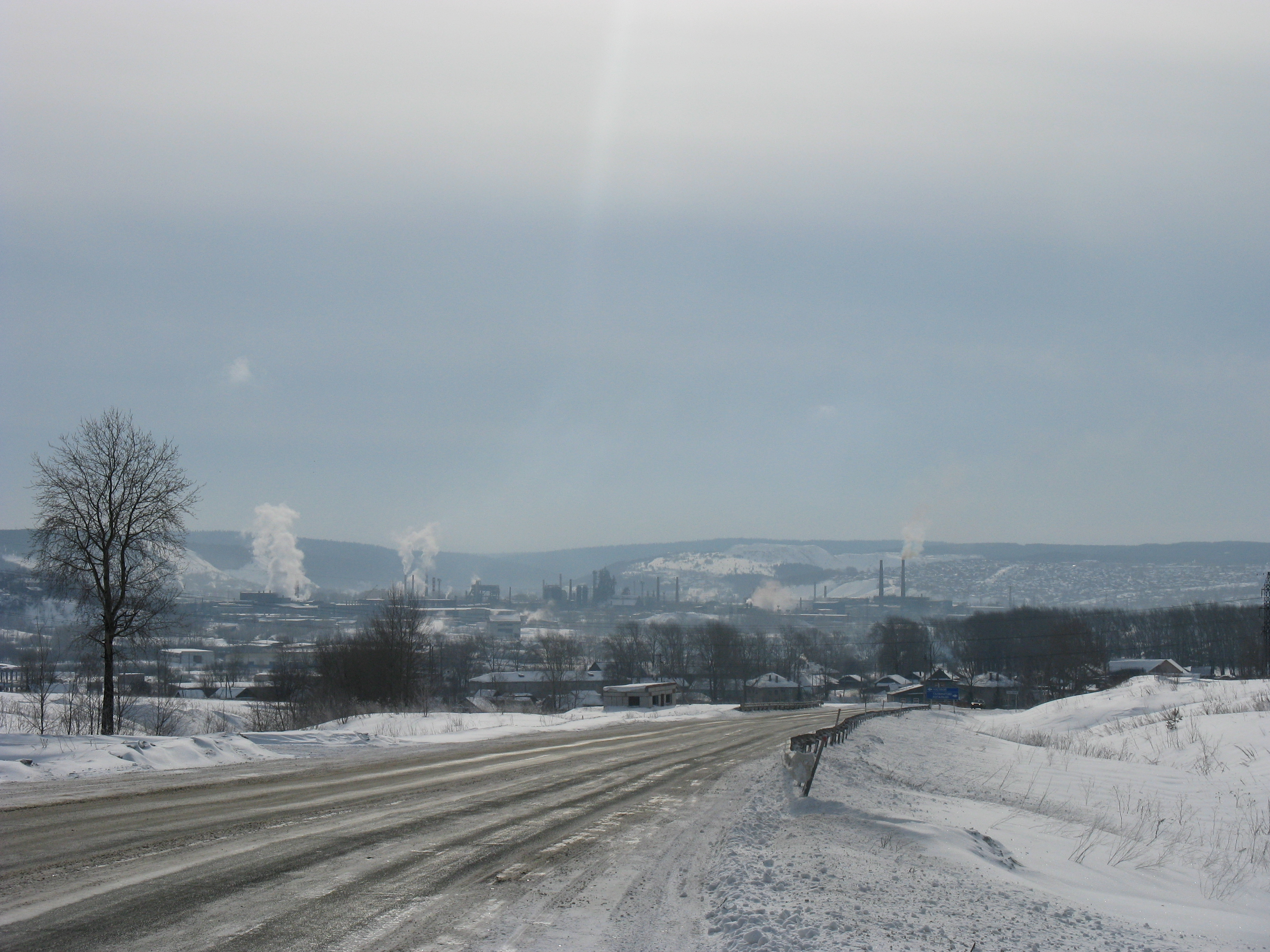
Вид на Чусовой зимой
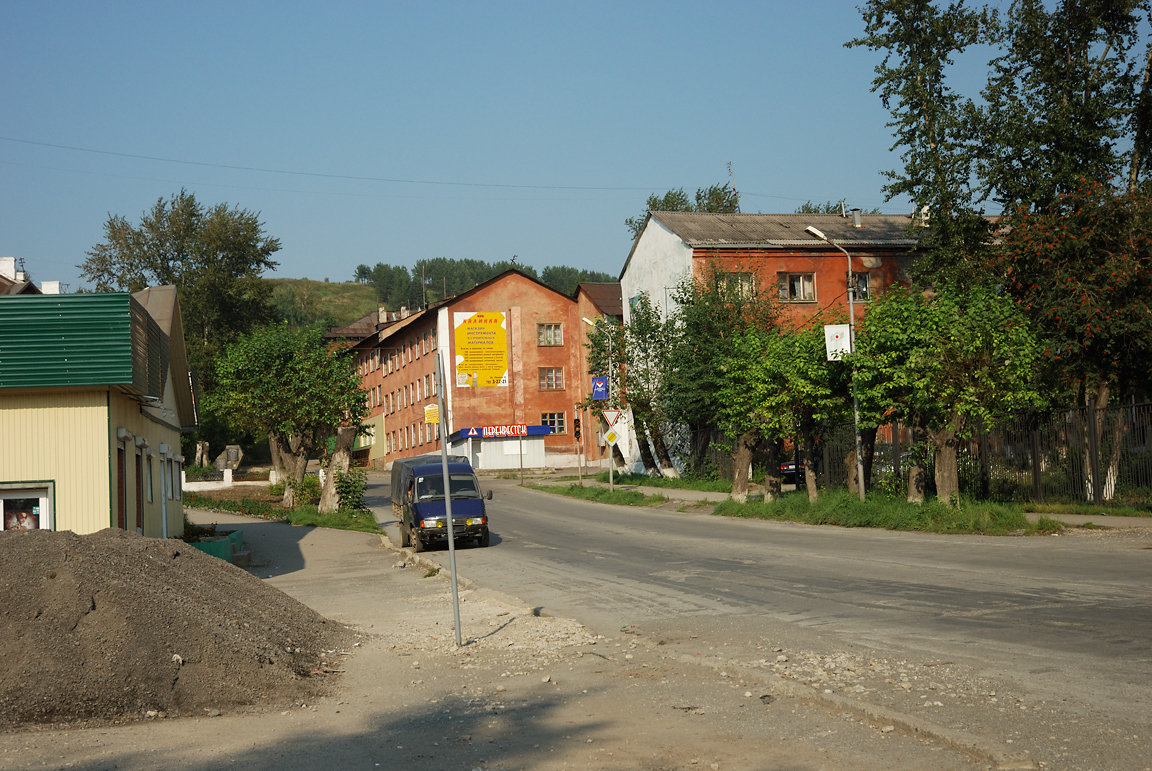
Жилые дома в Чусовом
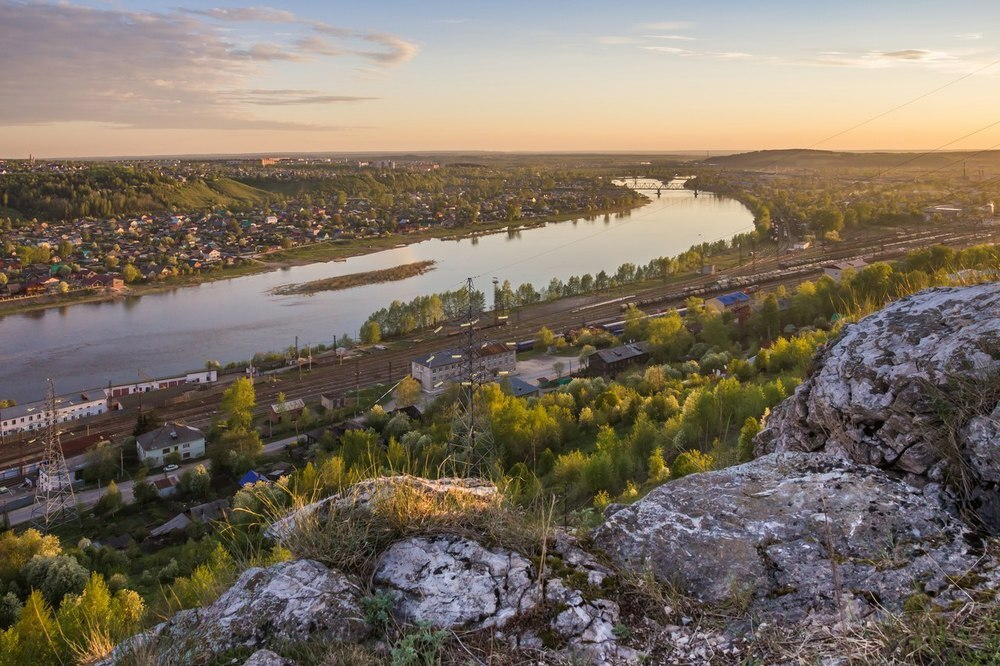
Чусовой. Вид на железную дорогу
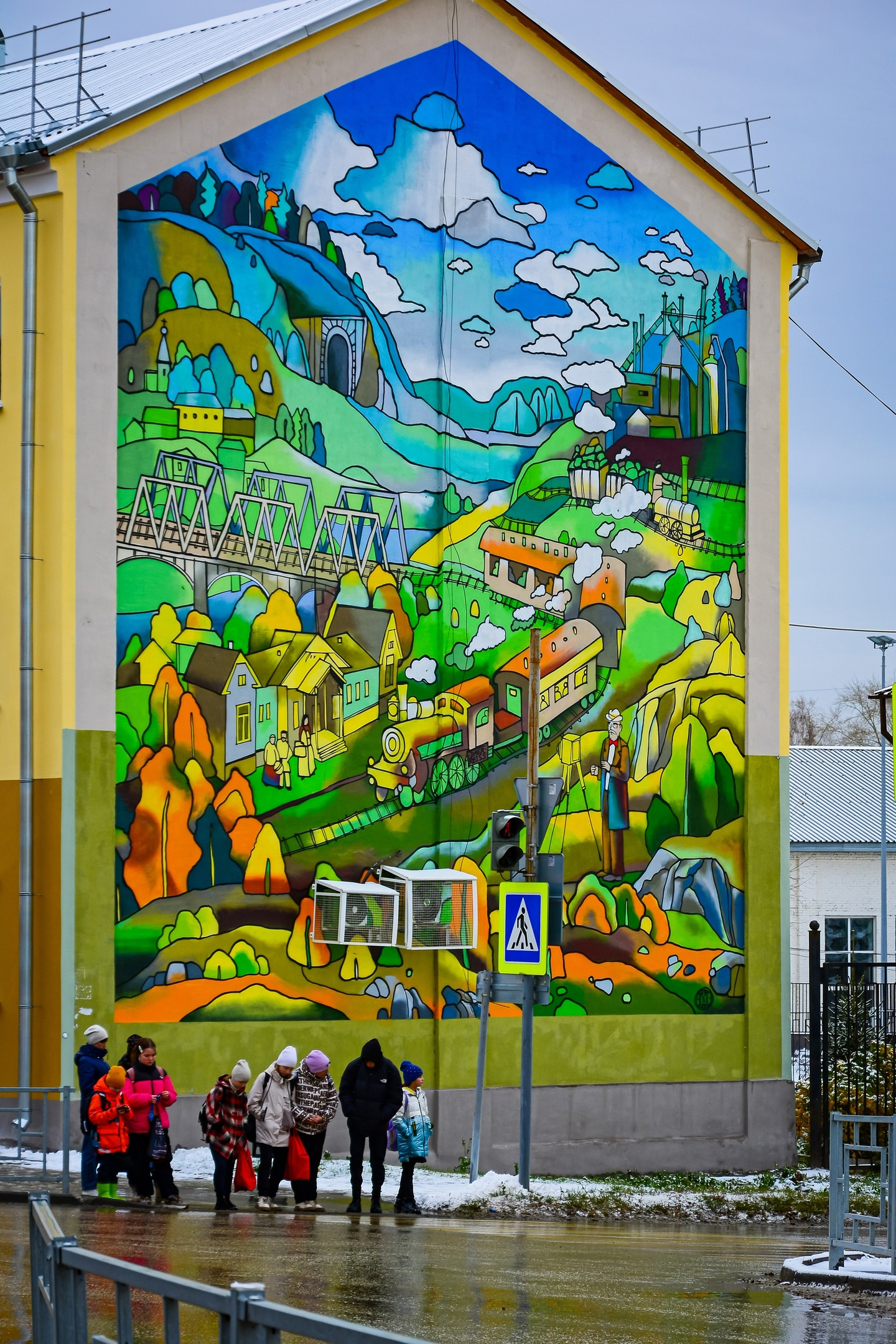
Дом № 11 на ул. Ленина